# Rutledge (Alabama)
Pour les articles homonymes, voir Rutledge.
Rutledge est une ville du comté de Crenshaw située dans l'État d'Alabama, aux États-Unis,. Elle est située au centre du comté, voisine de Luverne.
Initialement, la ville est baptisée Barbers Cross, puis Crenshaw. En juin 1867, elle est rebaptisée Ruledge en hommage à Henry Rutledge, capitaine dans l'Armée des États confédérés, durant la guerre de Sécession. La ville est incorporée en 1871 ou en 1891.

## Démographie
| 1880 | 1890 | 1900 | 1910 | 1920 | 1930 | 1940 | 1950 |
| ---- | ---- | ---- | ---- | ---- | ---- | ---- | ---- |
| 215  | 314  | 346  | 230  | 155  | 215  | 289  | 370  |

| 1960 | 1970 | 1980 | 1990 | 2000 | 2010 | - | - |
| ---- | ---- | ---- | ---- | ---- | ---- | - | - |
| 276  | 353  | 496  | 473  | 476  | 467  | - | - |

## Source de la traduction
- (en) Cet article est partiellement ou en totalité issu de l’article de Wikipédia en anglais intitulé « Rutledge, Alabama » (voir la liste des auteurs).